# Kylesa
Kylesa ist eine US-amerikanische Sludge-Band.

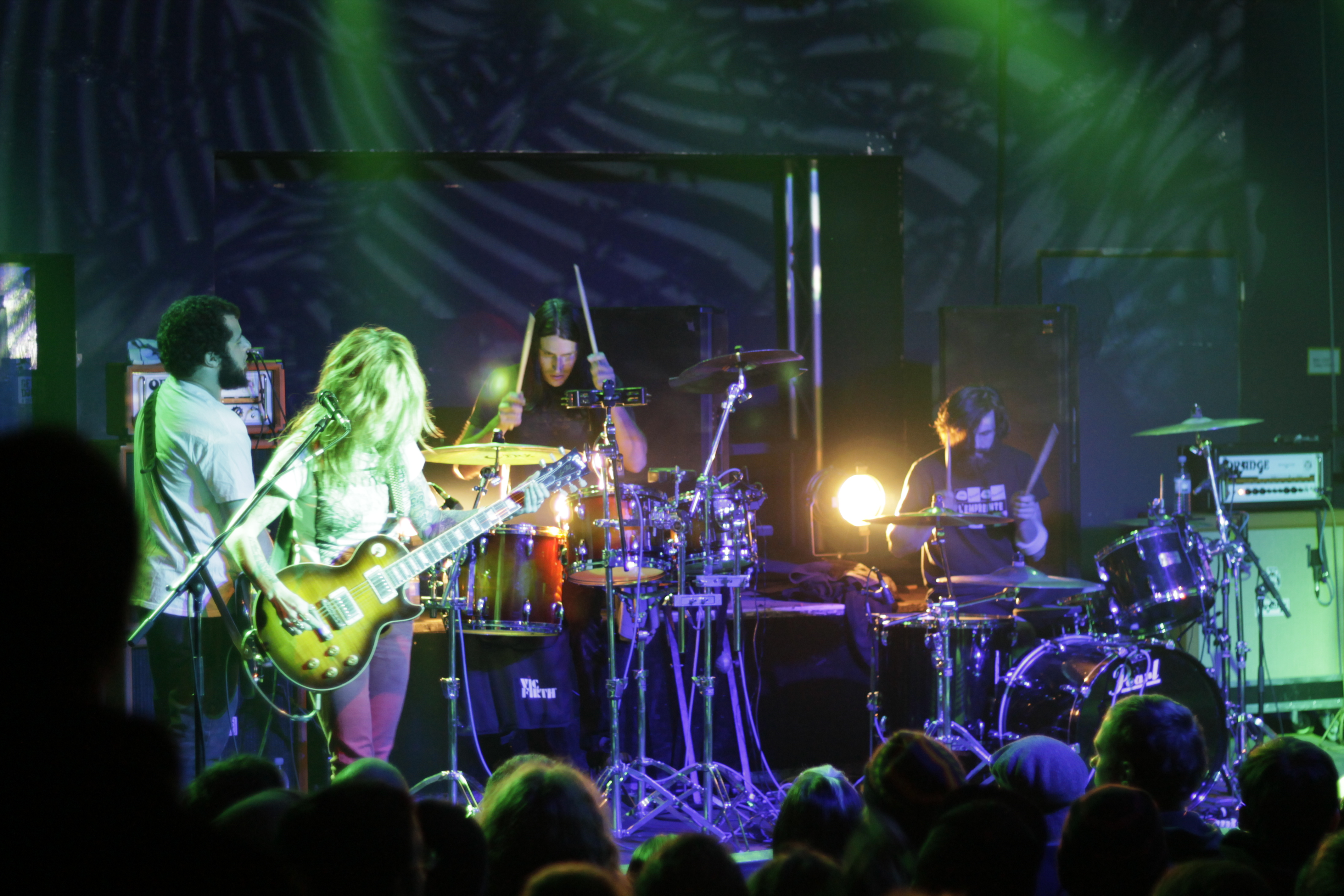
Kylesa im Conne Island 2012

## Geschichte
Die Band wurde Ende 2000/Anfang 2001 in Savannah (Georgia) von Gitarrist und Sänger Philipp Cope, Bassist Brian Duke und Schlagzeuger Christian Depken gegründet, die zuvor in der Crustcore-Band Damad gespielt hatten. Depken wurde bereits nach kurzer Zeit durch Brandon Baltzley ersetzt, das erste Line-up war Anfang 2001 mit Sängerin und Gitarristin Laura Pleasants vervollständigt, eine aus North Carolina stammende Punkette. Der Name der Band leitet sich von „Kilesa-Mara“ ab was im Buddhismus für die fünf Dämonen der Verderbtheit steht. Es folgten die Single „Point of Stillness/Judgement Day“ und eine Split-EP mit Memento Mori. Die Aufnahmen zum Debütalbum wurden vom Tod des Gründungsmitglieds Brian Duke überschattet, der an den Folgen eines epileptischen Anfalls verstarb. Mit seinem Nachfolger Corey Barhorst konnten die Aufnahmen zum ersten Album Kylesa beendet werden, das im April 2002 bei Prank Records erschien. Ein Liveauftritt von Kylesa im Jahr 2003 war laut John Baizley die Initialzündung für die Gründung der Sludge-Band Baroness, die in den folgenden Jahren insbesondere durch Kylesa-Gitarrist Phillip Cope unterstützt wurde.
Nachdem die Gruppe verschiedene Singles und 2004 die EP No Ending 110 Degree Heat Index veröffentlicht hatte, konnte Ende 2004/Anfang 2005 ein Plattenvertrag beim Independent-Label Prosthetic Records unterschrieben werden. Das US-amerikanische Musikmagazin Spin führte Kylesa als eines der „Next Big Things“ des Jahres 2005. Im März 2005 erschien das zweite Album To Walk a Middle Course. Kurz darauf verließ Schlagzeuger Brandon Baltzley aus persönlichen Gründen die Band. Kylesa setzte die seit Gründung der Gruppe vorhandene Idee um, mit zwei Schlagzeugern zu spielen, die Anfang 2006 mit Jeff Porter und Carl McGinley gefunden wurden. In dieser Besetzung wurde das dritte Album Time Will Fuse Its Worth eingespielt. 2008 wurde Jeff Porter durch Eric Hernandez (auch Mitglied der Bands Capsule und Shitstorm) ersetzt, im März 2009 erschien das vierte Studioalbum Static Tensions. Bis dahin hatte Kylesa allein in den USA rund 75.000 Alben verkauft. Anfang 2010 wurde Kylesa vom französischen Independentlabel Season of Mist unter Vertrag genommen, im Herbst 2010 wurde das fünfte Album Spiral Shadow veröffentlicht. Im Frühjahr 2013 folgte das sechste Studioalbum Ultraviolet.
Ende April 2016 teilte die Band auf ihrer Facebook-Seite mit, dass sie pausiert, es seien bis auf Weiteres weder Konzerte noch Studioaktivitäten geplant. Im August 2024 wurde das Ende der Pause bekanntgegeben, Kylesa werde im April 2025 einen Auftritt beim Roadburn Festival bestreiten und daraufhin einige ausgewählte Konzerte anlässlich des 25-jährigen Bestehens der Band geben.

## Stil
Die Band kombiniert klassischen Heavy Metal mit Einflüssen von Doom Metal, Stoner Rock und Punkrock. Ein Markenzeichen ist der Einsatz von drei gleichwertigen Sängern, bei dem sich Kreischgesang mit klarem Gesang und der Stimme von Sängerin Laura Pleasants abwechseln. Die Idee ist dem Hip-Hop entlehnt. Daneben ist ungewöhnlich, dass die Band mit zwei Schlagzeugern arbeitet, die gleichzeitig spielen und parallel zueinander auf dem linken und rechten Stereokanal zu hören sind. Ihre Musik ist weniger eingängig als die Veröffentlichungen der befreundeten Mastodon und mehr im Heavy Metal verwurzelt als die Genre-Kollegen von Baroness. Die Band selber nennt die Musik von Neurosis, Kyuss, den frühen Pink Floyd oder Black Sabbath als Haupteinflüsse.

## Diskografie

### Alben
- 2002: Kylesa (Prank Records)
- 2005: To Walk a Middle Course (Prosthetic Records)
- 2006: Time Will Fuse Its Worth (Prosthetic Records)
- 2009: Static Tensions (Prosthetic Records)
- 2010: Spiral Shadow (Season of Mist)
- 2012: From the Vaults Vol. 1 (Season of Mist)
- 2013: Ultraviolet (Season of Mist)
- 2015: Exhausting Fire (Season of Mist)

### Singles und EPs
- 2002: Point of Stillness / Judgement Day (Single, Prank Records)
- 2002: The New Normal (Split-EP mit Memento Mori, Hyperrealist)
- 2002: Delusion on Fire / Clutches (Single, Scorched Earth Policy)
- 2003: The Curse of Lost Days (Split-EP mit Cream Abdul Babar, At A Loss)
- 2004: No Ending (EP, Prank Records)
- 2009: Unknown Awareness (Single, Prosthetic Records)
- 2009: Kylesa / Victims (Split-EP, La Familia/Deathwish)